# Bertrand du Guesclin
Bertrand du Guesclin (bretonska Beltram Gwesklin), född på slottet La Motte de Bron i Bretagne cirka 1320, död 13 juli 1380, var en bretagnisk riddare och en av de mest framstående franska militära ledarna under Hundraårskriget.

## Biografi
Bertrand du Guesclins familj var bretagnisk lågadel. Han tjänade Karl av Blois under Guerre de Succession de Bretagne, bretonska tronföljdskriget (1341–1364). Karl stöddes av den franska kronan medan hans rival, Jean de Montfort var allierad med England.
Du Guesclin dubbades till riddare 1354, medan han tjänstgjorde under Arnoul d'Audrehem, efter att slagit tillbaka en attack från Hugh Calveley. Åren 1356–57 försvarade han Rennes mot hertigen av Lancaster.
Bertrand du Guesclin hade en mycket framträdande roll som fransk befälhavare under Hundraårskriget. Han lyckades återerövra stora delar av Frankrike från engelsmännen. Hans strategi, terre déserte, gick ut på att undvika regelrätta fältslag och bekämpa de engelska trupperna genom vad som modernt kallas gerillakrigföring.
Efter freden mellan England och Frankrike sändes Bertrand du Guesclin till Kastilien för att med de oregerliga franska legotrupperna, les compagnies, stödja den med Frankrike förbundne Henrik av Trastámara mot Englands allierade Pedro. Till en början hade han framgångar men besegrades i slaget vid Navarete 1367 av Svarte prinsen. Han tillfångatogs här men friköptes och vann senare Kastilien åt Henrik. Hans djärvhet i striden gjorde att han flera gånger föll i fientlig fångenskap och måste friköpas. Frans G. Bengtsson har behandlat en sådan i episod i sin novell Lösen för Duguesclin 1925.
När Bretagnes adel satte sig till motvärn mot den av franska kungen genomdrivna konfiskationen av hertigdömet Bretagne (1378), förenade Guesclin sig med sina landsmän och återlämnade kungen sin konnetabelsvärja. År 1380 gick han emellertid åter i franska kungens tjänst för att bekämpa engelsmännen, men dog den 13 juli under belägringen av Cháteauneuf-Randon. Guesclin begravdes, på Karl V:s befallning, i Saint-Denis, de franska kungarnas begravningsplats.